# Großer Preis von Monaco 1976
Der Große Preis von Monaco 1976 (offiziell XXXIV Grand Prix Automobile de Monaco) fand am 30. Mai auf dem Circuit de Monaco in Monte Carlo statt und war das sechste Rennen der Automobil-Weltmeisterschaft 1976.

## Berichte

### Hintergrund
Wegen der vom Veranstalter aus Sicherheitsgründen beschlossenen Limitierung auf 25 Trainingsteilnehmer und 20 Starter im Rennen entschied sich das neue Team RAM Racing gegen eine Teilnahme am Großen Preis von Monaco. Außerdem fehlte Mario Andretti, der am gleichzeitig stattfindenden Indianapolis 500 teilnahm, sodass das Team Lotus ausnahmsweise mit nur einem Fahrzeug antrat. Der zweite Werks-Surtees, den bei den zurückliegenden Rennen Brett Lunger pilotiert hatte, war an das Privatteam Norev Racing verkauft worden. Henri Pescarolo kehrte am Steuer dieses Wagens nach einer Unterbrechung von mehr als einem Jahr in die Formel 1 zurück. Da für Lunger kein entsprechendes Ersatzfahrzeug zur Verfügung stand, pausierte er an diesem Wochenende.

### Training
Aus den Trainingszeiten resultierte zum wiederholten Mal eine aus den beiden Ferrari 312T2 von Niki Lauda und Clay Regazzoni bestehende erste Startreihe. Die beiden Reihen dahinter setzten sich jeweils aus einem Werks-March und einem der sechsrädrigen Tyrrell P34 zusammen.
Emerson Fittipaldi und Chris Amon erzielten mit den Plätzen sieben beziehungsweise zwölf in ihren als unterlegen geltenden Fahrzeugen gute Trainingsergebnisse, während McLaren-Pilot James Hunt als 14. sowie Brabham-Stammfahrer Carlos Reutemann als 20. und Letzter deutlich hinter den Erwartungen zurückblieben.
Jacky Ickx, der seine 100. Grand-Prix-Teilnahme anstrebte, verfehlte bereits zum zweiten Mal in Folge die Qualifikation.

### Rennen
Während Lauda sofort in Führung ging, übernahm Ronnie Peterson den zweiten Rang vor Regazzoni. Die ersten 18 Fahrer passierten die Sainte-Dévote-Kurve nach dem Start ohne Probleme. Die beiden Letztplatzierten Alan Jones und Reutemann kollidierten jedoch in der 90-Grad-Kurve, die nach einem Umbau deutlich enger war als in den früheren Jahren. Reutemann schied daraufhin sofort aus. Jones gab wegen der Beschädigungen an seinem Wagen nach der ersten Runde an der Box auf.
Eine der wenigen Veränderungen an der Spitze des Feldes ergab sich, als Jody Scheckter in der 15. Runde seinen Teamkollegen Patrick Depailler überholte und den vierten Rang einnahm.
Hunt, der zwischenzeitlich infolge eines Drehers in der Tabac-Kurve auf den letzten Platz zurückgefallen war, schied in Runde 25 mit Motorschaden aus. Auf dem Öl, das Hunts McLaren M23 verloren hatte, kam Regazzoni ins Rutschen und musste seinen Wagen in einen Notauslauf steuern. Er verlor dadurch zwei Plätze an die beiden Tyrrell-Piloten Scheckter und Depailler. Auf der Ölspur verunglückte Peterson eine Runde später ebenfalls und konnte das Rennen nicht fortsetzen.
Die letzten Runden des Rennens absolvierte Lauda mit großem Vorsprung vor den beiden Tyrrell. Depailler fiel in der 64. Runde hinter Regazzoni zurück, der jedoch im 74. Umlauf durch einen Fahrfehler ausschied, sodass Depailler den Podestplatz zurückerhielt. Hans-Joachim Stuck, Jochen Mass und Emerson Fittipaldi beendeten das Rennen ebenfalls in den Punkterängen.

## Meldeliste
| Team                                   | Nr. | Fahrer             | Chassis         | Motor                     | Reifen |
| -------------------------------------- | --- | ------------------ | --------------- | ------------------------- | ------ |
| Scuderia Ferrari SpA SEFAC             | 01  | Niki Lauda         | Ferrari 312T2   | Ferrari 015 3.0 F12       | G      |
| Scuderia Ferrari SpA SEFAC             | 02  | Clay Regazzoni     | Ferrari 312T2   | Ferrari 015 3.0 F12       | G      |
| Elf Team Tyrrell                       | 03  | Jody Scheckter     | Tyrrell P34     | Ford Cosworth DFV 3.0 V8  | G      |
| Elf Team Tyrrell                       | 04  | Patrick Depailler  | Tyrrell P34     | Ford Cosworth DFV 3.0 V8  | G      |
| John Player Team Lotus                 | 06  | Gunnar Nilsson     | Lotus 77        | Ford Cosworth DFV 3.0 V8  | G      |
| Martini Racing                         | 07  | Carlos Reutemann   | Brabham BT45    | Alfa Romeo 115-12 3.0 F12 | G      |
| Martini Racing                         | 08  | Carlos Pace        | Brabham BT45    | Alfa Romeo 115-12 3.0 F12 | G      |
| Beta Team March                        | 09  | Vittorio Brambilla | March 761       | Ford Cosworth DFV 3.0 V8  | G      |
| March Engineering                      | 10  | Ronnie Peterson    | March 761       | Ford Cosworth DFV 3.0 V8  | G      |
| March Engineering                      | 34  | Hans-Joachim Stuck | March 761       | Ford Cosworth DFV 3.0 V8  | G      |
| Ovoro Team March                       | 35  | Arturo Merzario    | March 761       | Ford Cosworth DFV 3.0 V8  | G      |
| Marlboro Team McLaren                  | 11  | James Hunt         | McLaren M23     | Ford Cosworth DFV 3.0 V8  | G      |
| Marlboro Team McLaren                  | 12  | Jochen Mass        | McLaren M23     | Ford Cosworth DFV 3.0 V8  | G      |
| Shadow Racing Team                     | 16  | Tom Pryce          | Shadow DN5B     | Ford Cosworth DFV 3.0 V8  | G      |
| Shadow Racing Team                     | 17  | Jean-Pierre Jarier | Shadow DN5B     | Ford Cosworth DFV 3.0 V8  | G      |
| Team Surtees                           | 19  | Alan Jones         | Surtees TS19    | Ford Cosworth DFV 3.0 V8  | G      |
| Walter Wolf Racing                     | 20  | Jacky Ickx         | Williams FW05   | Ford Cosworth DFV 3.0 V8  | G      |
| Walter Wolf Racing                     | 21  | Michel Leclère     | Williams FW05   | Ford Cosworth DFV 3.0 V8  | G      |
| Team Ensign                            | 22  | Chris Amon         | Ensign N176     | Ford Cosworth DFV 3.0 V8  | G      |
| Hesketh Racing                         | 24  | Harald Ertl        | Hesketh 308D    | Ford Cosworth DFV 3.0 V8  | G      |
| Ligier Gitanes                         | 26  | Jacques Laffite    | Ligier JS5      | Matra MS73 3.0 V12        | G      |
| Citibank Team Penske                   | 28  | John Watson        | Penske PC3      | Ford Cosworth DFV 3.0 V8  | G      |
| Copersucar-Fittipaldi                  | 30  | Emerson Fittipaldi | Copersucar FD04 | Ford Cosworth DFV 3.0 V8  | G      |
| HB Bewaking Alarm Systems              | 37  | Larry Perkins      | Boro 001        | Ford Cosworth DFV 3.0 V8  | G      |
| Team Norev Racing with BS Fabrications | 38  | Henri Pescarolo    | Surtees TS19    | Ford Cosworth DFV 3.0 V8  | G      |

## Klassifikationen

### Startaufstellung
| Pos. | Fahrer             | Konstrukteur       | Zeit    | Ø-Geschwindigkeit | Start |
| ---- | ------------------ | ------------------ | ------- | ----------------- | ----- |
| 01   | Niki Lauda         | Ferrari            | 1:29,65 | 132,997 km/h      | 01    |
| 02   | Clay Regazzoni     | Ferrari            | 1:29,91 | 132,613 km/h      | 02    |
| 03   | Ronnie Peterson    | March-Ford         | 1:30,08 | 132,362 km/h      | 03    |
| 04   | Patrick Depailler  | Tyrrell-Ford       | 1:30,33 | 131,996 km/h      | 04    |
| 05   | Jody Scheckter     | Tyrrell-Ford       | 1:30,55 | 131,675 km/h      | 05    |
| 06   | Hans-Joachim Stuck | March-Ford         | 1:30,60 | 131,603 km/h      | 06    |
| 07   | Emerson Fittipaldi | Copersucar-Ford    | 1:31,39 | 130,465 km/h      | 07    |
| 08   | Jacques Laffite    | Ligier-Matra       | 1:31,46 | 130,365 km/h      | 08    |
| 09   | Vittorio Brambilla | March-Ford         | 1:31,47 | 130,351 km/h      | 09    |
| 10   | Jean-Pierre Jarier | Shadow-Ford        | 1:31,65 | 130,095 km/h      | 10    |
| 11   | Jochen Mass        | McLaren-Ford       | 1:31,67 | 130,067 km/h      | 11    |
| 12   | Chris Amon         | Ensign-Ford        | 1:31,75 | 129,953 km/h      | 12    |
| 13   | Carlos Pace        | Brabham-Alfa Romeo | 1:31,81 | 129,868 km/h      | 13    |
| 14   | James Hunt         | McLaren-Ford       | 1:31,88 | 129,769 km/h      | 14    |
| 15   | Tom Pryce          | Shadow-Ford        | 1:31,98 | 129,628 km/h      | 15    |
| 16   | Gunnar Nilsson     | Lotus-Ford         | 1:32,10 | 129,459 km/h      | 16    |
| 17   | John Watson        | Penske-Ford        | 1:32,14 | 129,403 km/h      | 17    |
| 18   | Michel Leclère     | Wolf-Williams-Ford | 1:32,17 | 129,361 km/h      | 18    |
| 19   | Alan Jones         | Surtees-Ford       | 1:32,33 | 129,137 km/h      | 19    |
| 20   | Carlos Reutemann   | Brabham-Alfa Romeo | 1:32,43 | 128,997 km/h      | 20    |
| DNQ  | Jacky Ickx         | Wolf-Williams-Ford | 1:32,74 | 128,566 km/h      | –     |
| DNQ  | Henri Pescarolo    | Surtees-Ford       | 1:32,82 | 128,455 km/h      | –     |
| DNQ  | Larry Perkins      | Boro-Ford          | 1:33,73 | 127,208 km/h      | –     |
| DNQ  | Harald Ertl        | Hesketh-Ford       | 1:33,93 | 126,937 km/h      | –     |
| DNQ  | Arturo Merzario    | March-Ford         | 1:35,17 | 125,283 km/h      | –     |

### Rennen
| Pos. | Fahrer             | Konstrukteur       | Runden | Stopps | Zeit       | Start | Schnellste Runde |
| ---- | ------------------ | ------------------ | ------ | ------ | ---------- | ----- | ---------------- |
| 01   | Niki Lauda         | Ferrari            | 78     | 0      | 1:59:51,47 | 01    | 1:30,36          |
| 02   | Jody Scheckter     | Tyrrell-Ford       | 78     | 0      | + 11,13    | 05    | 1:30,36          |
| 03   | Patrick Depailler  | Tyrrell-Ford       | 78     | 0      | + 1:04,84  | 04    | 1:30,60          |
| 04   | Hans-Joachim Stuck | March-Ford         | 77     | 0      | + 1 Runde  | 06    | 1:31,59          |
| 05   | Jochen Mass        | McLaren-Ford       | 77     | 0      | + 1 Runde  | 11    | 1:32,35          |
| 06   | Emerson Fittipaldi | Copersucar-Ford    | 77     | 0      | + 1 Runde  | 07    | 1:32,65          |
| 07   | Tom Pryce          | Shadow-Ford        | 77     | 0      | + 1 Runde  | 15    | 1:32,78          |
| 08   | Jean-Pierre Jarier | Shadow-Ford        | 76     | 0      | + 2 Runden | 10    | 1:32,77          |
| 09   | Carlos Pace        | Brabham-Alfa Romeo | 76     | 0      | + 2 Runden | 13    | 1:32,97          |
| 10   | John Watson        | Penske-Ford        | 76     | 0      | + 2 Runden | 17    | 1:32,48          |
| 11   | Michel Leclère     | Wolf-Williams-Ford | 76     | 0      | + 2 Runden | 18    | 1:33,32          |
| 12   | Jacques Laffite    | Ligier-Matra       | 75     | 0      | DNF        | 08    | 1:31,66          |
| 13   | Chris Amon         | Ensign-Ford        | 74     | 0      | + 4 Runden | 12    | 1:33,16          |
| 14   | Clay Regazzoni     | Ferrari            | 73     | 0      | DNF        | 02    | 1:30,28 (60.)    |
| –    | Gunnar Nilsson     | Lotus-Ford         | 39     | 0      | DNF        | 16    | 1:33.21          |
| –    | Ronnie Peterson    | March-Ford         | 26     | 0      | DNF        | 03    | 1:30,95          |
| –    | James Hunt         | McLaren-Ford       | 24     | 0      | DNF        | 14    | 1:32,13          |
| –    | Vittorio Brambilla | March-Ford         | 9      | 0      | DNF        | 09    | 1:33,81          |
| –    | Alan Jones         | Surtees-Ford       | 1      | 0      | DNF        | 19    | –                |
| –    | Carlos Reutemann   | Brabham-Alfa Romeo | 0      | 0      | DNF        | 20    | –                |

## WM-Stände nach dem Rennen
Die ersten sechs des Rennens bekamen 9, 6, 4, 3, 2 bzw. 1 Punkt(e). Es zählten nur die besten sieben Ergebnisse aus den ersten acht Rennen und die besten sieben Ergebnisse aus den letzten acht Rennen. In der Konstrukteurswertung zählte nur das Ergebnis des bestplatzierten Fahrers eines Teams.

### Fahrerwertung
| Pos. | Fahrer             | Konstrukteur               | Punkte |
| ---- | ------------------ | -------------------------- | ------ |
| 01   | Niki Lauda         | Ferrari                    | 48     |
| 02   | Clay Regazzoni     | Ferrari                    | 15     |
| 03   | James Hunt         | McLaren-Ford               | 15     |
| 04   | Patrick Depailler  | Tyrrell-Ford               | 14     |
| 05   | Jody Scheckter     | Tyrrell-Ford               | 14     |
| 06   | Jochen Mass        | McLaren-Ford               | 10     |
| 07   | Jacques Laffite    | Ligier-Matra               | 7      |
| 08   | Hans-Joachim Stuck | March-Ford                 | 6      |
| 09   | Tom Pryce          | Shadow-Ford                | 4      |
| 10   | Gunnar Nilsson     | Lotus-Ford                 | 4      |
| 11   | Carlos Reutemann   | Brabham-Alfa Romeo         | 3      |
| 12   | Chris Amon         | Ensign-Ford                | 2      |
| 13   | Emerson Fittipaldi | Copersucar-Ford            | 2      |
| 14   | John Watson        | Penske-Ford                | 2      |
| 15   | Alan Jones         | Surtees-Ford               | 2      |
| 16   | Mario Andretti     | Lotus-Ford / Parnelli-Ford | 1      |
| 17   | Carlos Pace        | Brabham-Alfa Romeo         | 1      |

| Pos. | Fahrer             | Konstrukteur            | Punkte |
| ---- | ------------------ | ----------------------- | ------ |
| 18   | Jean-Pierre Jarier | Shadow-Ford             | 0      |
| 19   | Jacky Ickx         | Wolf-Williams-Ford      | 0      |
| 20   | Vittorio Brambilla | March-Ford              | 0      |
| 21   | Larry Perkins      | Boro-Ford               | 0      |
| 22   | Renzo Zorzi        | Wolf-Williams-Ford      | 0      |
| 23   | Ronnie Peterson    | Lotus-Ford / March-Ford | 0      |
| 24   | Michel Leclère     | Wolf-Williams-Ford      | 0      |
| 25   | Bob Evans          | Lotus-Ford              | 0      |
| 26   | Ingo Hoffmann      | Copersucar-Ford         | 0      |
| 27   | Brett Lunger       | Surtees-Ford            | 0      |
| 28   | Loris Kessel       | Brabham-Ford            | 0      |
| 29   | Lella Lombardi     | March-Ford              | 0      |
| 30   | Harald Ertl        | Hesketh-Ford            | 0      |
| –    | Ian Ashley         | B.R.M.                  | 0      |
| –    | Ian Scheckter      | Tyrrell-Ford            | 0      |
| –    | Arturo Merzario    | March-Ford              | 0      |
| –    | Patrick Nève       | Brabham-Ford            | 0      |

### Konstrukteurswertung
| Pos. | Konstrukteur       | Punkte |
| ---- | ------------------ | ------ |
| 01   | Ferrari            | 51     |
| 02   | Tyrrell-Ford       | 22     |
| 03   | McLaren-Ford       | 21     |
| 04   | Ligier-Matra       | 7      |
| 05   | March-Ford         | 6      |
| 06   | Lotus-Ford         | 4      |
| 07   | Shadow-Ford        | 4      |
| 08   | Brabham-Alfa Romeo | 3      |
| 09   | Ensign-Ford        | 2      |

| Pos. | Konstrukteur       | Punkte |
| ---- | ------------------ | ------ |
| 10   | Penske-Ford        | 2      |
| 11   | Surtees-Ford       | 2      |
| 12   | Copersucar-Ford    | 2      |
| 13   | Parnelli-Ford      | 1      |
| 14   | Wolf-Williams-Ford | 0      |
| 15   | Hesketh-Ford       | 0      |
| 16   | Boro-Ford          | 0      |
| 17   | Brabham-Ford       | 0      |
| –    | B.R.M.             | 0      |